# Not Shy
Not Shy é o terceiro extended play (EP) do grupo feminino sul-coreano Itzy, lançado em 17 de agosto de 2020 pela JYP Entertainment. Possuí 6 faixas, incluindo "Not Shy", a faixa-título do EP. O lançamento físico está disponível em três versões e contém seis faixas, com "Not Shy" lançado como single. O EP marca um crescimento na produção musical e colaboração, à medida que recorrem a produtores de sucesso de K-pop, como a compositora Kenzie da SM Entertainment e os produtores LDN Noise. Musicalmente, Not Shy é um disco de K-pop que contém influências do pop rock e do hip hop. É o seu primeiro material coreano desde o lançamento de It'z Me em março de 2020.
O álbum recebeu críticas positivas dos críticos, que elogiaram a mudança de Itzy dos temas de independência e amor próprio para o tema do amor.  Após seu lançamento, Not Shy estreou no topo da Gaon Album Chart e vendeu quase 206.280 cópias em seu primeiro mês de lançamento na Coreia do Sul. O álbum também alcançou sucesso no Japão, Polônia e Estados Unidos, alcançando a 8ª posição na parada World Albums da Billboard.

## Antecedentes e lançamento
"É verdade, o Itzy está no meio dos preparativos para o retorno. Anunciaremos a programação oficial em uma data posterior."

— JYP Entertainment compartilhou para a Xportsnews.
Em 22 de junho de 2020, foi relatado que Itzy está se preparando para um retorno no final de julho. Em 30 de julho de 2020, JYP Entertainment anunciou através de suas redes sociais que Itzy lançará uma nova música de verão em 17 de agosto, sua primeira faixa em cinco meses. O último lançamento do grupo foi seu segundo EP It'z Me, que foi lançado em março de 2020. Em entrevista, Itzy disse "Se nós nos expressamos com os trabalhos anteriores nos álbuns "IT'z", alguma coisa mudou dessa vez. Nós vamos conhecer o Itzy que é mais poderoso que o teen crush." Itzy também disse "Eu acho que "Not Shy" será uma musica que tornará o Itzy forte e confiante".
No mesmo dia do anúncio do retorno, o grupo postou em suas redes sociais um pôster e um trailer. Em 31 de julho, o grupo lançou uma prévia do conteúdo das três versões do álbum físico e a data da pré-venda. Em 2 de agosto, a primeira imagem prévia do grupo foi lançada. Em 4 de agosto, imagens prévias individuais das integrantes foram lançadas. Em 5 de agosto, outra prévia do conteúdo do álbum físico foi lançada. Em 6 de agosto, mais imagens prévias individuais das integrantes foram lançadas juntamente com uma imagem prévia do grupo. Em 9 de agosto, a lista de faixas do EP foi revelada. Em 11 de agosto, uma prévia do videoclipe foi postada no canal oficial da JYP Entertainment no YouTube. Em 13 de agosto, o grupo postou em suas redes sociais um cronograma de lives para o dia do lançamento do álbum. Em 15 de agosto, foi postado um vídeo spoiler com pequenos trechos das faixas do álbum no canal oficial da JYP Entertainment no YouTube.
Em 17 de agosto, após uma estreia transmitida ao vivo no YouTube e no V Live simultaneamente, o álbum foi lançado junto com o single, "Not Shy".

## Música e composição
O álbum se concentra na adolescência do quinteto do K-pop sob os holofotes enquanto grita seus fãs leais que as apoiaram. Musicalmente, Not Shy é um disco de K-pop que contém influências de pop rock e hip hop.  O EP também marca um crescimento na produção musical e colaboração, à medida que recorrem a produtores conhecidos de K-pop de sucesso, como a compositora Kenzie da SM Entertainment e os produtores LDN Noise.
A faixa-título mistura hip hop fanfarrão e produção pop. A segunda faixa, "Don't Give A What", é uma divertida canção pop rock que tem um toque cativante. A música marca como uma progressão natural neste tema feminista. "Surf" é uma música com uma linha de baixo funky. "ID" marca uma progressão de acordes para Itzy. "Be in Love" é a primeira música mais lenta de Itzy com foco vocal com uma melodia de guitarra.

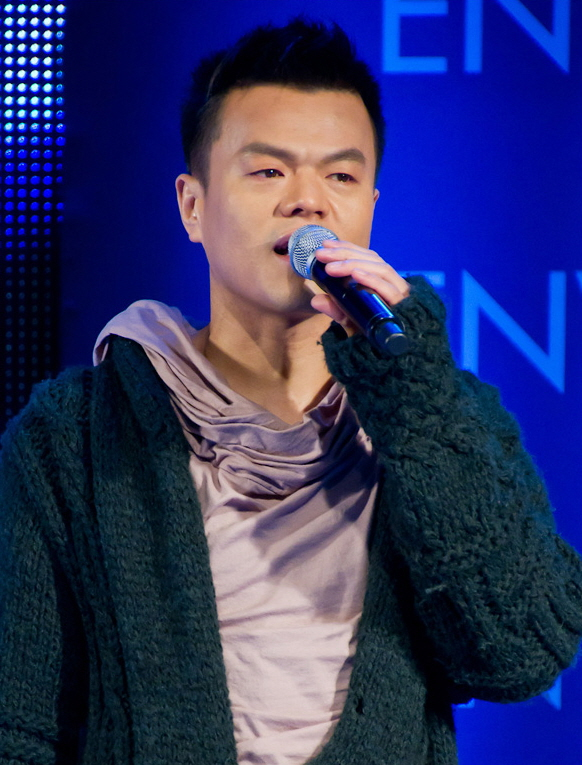
J.Y. Park co-produziu "Not Shy".

## Promoção
No dia do lançamento do álbum, na transmissão da estreia ao vivo horas antes do lançamento oficial, Itzy apresentou pela primeira vez a música e a coreografia que a acompanha. Com um total de 5 vitórias, 1 vitórias no The Show e Music Bank e 3 no M Countdown, Itzy se juntou ao Blackpink como o grupo feminino com mais vitórias em programas musicais (13 vitórias) e Coroas Tripla (3) em 2020. "Not Shy" também alcançou o top dez na Coreia do Sul, Singapura e Malásia. Itzy também se tornou, com Blackpink, os primeiros e únicos grupos femininos a fazer parte das paradas tanto na Billboard Global 200 quanto na Billboard Global Excl. US Chart com pico no número 124 e 70, respectivamente.

## Recepção crítica
| Críticas profissionais | Críticas profissionais |
| Avaliações da crítica  | Avaliações da crítica  |
| Fonte                  | Avaliação              |
| ---------------------- | ---------------------- |
| IZM                    | [ 36 ]                 |
| Billboard              | favorável              |
| Popcrush               | positivo               |

Heran Mamo da Billboard foi positivo em sua crítica, dizendo "Apresentando seis canções, Not Shy se concentra na adolescência do quinteto de K-pop sob os holofotes enquanto gritava seus fãs leais que as apoiaram. ITZY deu início ao lançamento de Not Shy de hoje também exibindo o visual da faixa titular, o que prova que as meninas não são nada tímidas”. Ele também escreveu que a canção "mistura hip hop fanfarrão e produção pop". Lai Frances da Popcrush considerou que o álbum marca um crescimento na produção musical e colaboração. Ele também apreciou seus temas de independência e amor próprio que se transformaram em um brilho de amadurecimento, com o grupo mergulhando nas águas do canto sobre o amor.
Seonhee Lim da IZM, opinou "que a música estava fortemente armada com um som que preenchia a lacuna, como se contivesse o espírito de um jovem compositor. O ritmo funky do saxofone domina toda a música, e a composição que muda bruscamente muda o centro de gravidade, adicionando um efeito tridimensional à música. No geral, é uma melodia que flui com força. Particularmente, a parte que vai do refrão livre ao refrão é suave e desempenha um papel suficiente para aumentar a expectativa. As membros  os vocais, mais naturais do que antes, também desempenham um papel. No entanto, ela criticou certos fatores que dificultam essa catarse. O refrão 'ITZY~', que aparece no meio do refrão, parece ser voltado para o vício, mas sim, só traz constrangimento. Parece um encaixe à força. Além disso, sons de EDM como "Turn Down for What" e "GDFR", que eram populares no início de 2010, passaram, fazendo com que ficasse mais e mais cansado na segunda parte".

## Desempenho comercial

### Coreia do Sul
Not Shy estreou no número um na Gaon Weekly Album Chart com 206.280 unidades equivalentes ao álbum, marcando suas maiores vendas mensais e números de streaming. É o terceiro álbum de Itzy número um no país; elas também se tornaram o primeiro ato feminino em 2020 a ter mais de dois extended plays número um.  Em sua segunda semana na Gaon Weekly Album Chart, Not Shy caiu das paradas. Em sua terceira semana, subiu para o número nove. A faixa-título alcançou o número nove, tornando-se o quarto single top dez do grupo.

### Outros mercados
Na Polônia, o EP estreou e alcançou a posição 23, marcando sua maior aparição em uma parada europeia. Nos Estados Unidos, Not Shy alcançou a oitava posição na parada World Albums da Billboard, mas não teve impacto na Heatseekers Albums da Billboard.

## Lista de faixas
| N.º            | Título              | Letras                    | Música                                                    | Arranjo                                   | Duração |  |
| 1.             | "Not Shy"           | J.Y. Park "The Asiansoul" | Kobee Charlotte Wilson                                    | Kobee earattack J.Y. Park "The Asiansoul" | 2:57    |  |
| 2.             | "Don't Give A What" | Lee Suran                 | 이우민 `collapsedone` Justin Reinstein JJean 엘에이촌놈들 | 이우민 `collapsedone` 엘에이촌놈들        | 3:16    |  |
| 3.             | "Louder"            | Dr.JO                     | KAIROS                                                    | KAIROS                                    | 3:21    |  |
| 4.             | "ID"                | MosPick Young Chance      | MosPick Young Chance                                      | MosPick                                   | 3:26    |  |
| 5.             | "Surf"              | danke (lalala studio)     | Greg Bonnick Hayden Chapman Cazzi Opeia Ellen Berg        | LDN Noise                                 | 3:13    |  |
| 6.             | "Be In Love"        | Kenzie                    | Kenzie Caesar & Loui Cazzi Opeia                          | Kenzie Caesar & Loui Cazzi Opeia          | 3:20    |  |
| Duração total: | Duração total:      | Duração total:            | Duração total:                                            | Duração total:                            | 19:36   |  |

## Desempenho nas tabelas musicais
| Tabela musical (2020)                      | Melhor posição |
| ------------------------------------------ | -------------- |
| Coreia do Sul (Gaon)                       | 1              |
| Estados Unidos (World Albums da Billboard) | 8              |
| Japão (Oricon)                             | 8              |
| Japão (Hot Albums da Billboard Japan)      | 73             |
| Polónia (ZPAV)                             | 23             |

## Certificações e vendas
| Região                                  | Certificação | Unidades certificadas/vendas |
| --------------------------------------- | ------------ | ---------------------------- |
| Coreia do Sul (KMCA)                    | —            | 217,797                      |
| Japão                                   | —            | 13,205                       |
| *vendas baseadas apenas na certificação |              |                              |

## Histórico de lançamento
| Região        | Data                 | Formato(s)                 | Gravadora         | Ref.   |
| ------------- | -------------------- | -------------------------- | ----------------- | ------ |
| Várias        | 17 de agosto de 2020 | Download digital streaming | JYP Entertainment | [ 47 ] |
| Coreia do Sul | 18 de agosto de 2020 | CD                         | JYP Entertainment |        |